# Black Sabbath
Black Sabbath was een Britse band uit Birmingham die door velen beschouwd wordt als de eerste metalband. De band maakte in de loop der jaren verschillende veranderingen in de samenstelling door, waarin alleen gitarist Tony Iommi een constante bleef. Wanneer men tegenwoordig Black Sabbath bespreekt, verwijst men veelal naar de originele samenstelling bestaande uit Tony Iommi, Ozzy Osbourne, Geezer Butler en Bill Ward.

## Geschiedenis en bezettingsveranderingen

### Ozzy Osbourne (1969-1979)
De groep werd in 1969 opgericht door Tony Iommi en Terence Michael Joseph "Geezer" Butler. Butler speelde oorspronkelijk gitaar maar schakelde over naar basgitaar omdat Iommi niet met een andere gitarist wilde samenspelen. Zanger Ozzy Osbourne werd via een advertentie op het raam van een muziekwinkel uit de buurt gevonden. Bill Ward vervolledigde de groep als drummer.
De groep heette oorspronkelijk Polka Tull Blues Band en daarna Earth en speelde vooral covers van bekende bluesrock nummers. Omdat de groepsnaam Earth al door een andere band gebruikt werd, veranderden Iommi, Butler, Osbourne en Ward hun naam in Black Sabbath, geïnspireerd door de Italiaanse horrorfilm I tre volti della paura van Mario Bava, die in de bioscoop tegenover de studio werd vertoond tijdens de opnamen voor hun titelloze debuutalbum. In 12 uur tijd leverden ze een plaat af met donkere teksten en muziek; hoofdzakelijk blues en hardrock. Het album stond recht tegenover de flowerpowercultuur en werd razendsnel populair. Er werd gebruik gemaakt van de tritonus, wat het geluid een duisterder kantje gaf. Black Sabbath was de eerste groep die zo duidelijk het occulte in zijn teksten verwerkte, en lag hiermee aan de basis van doom & heavy metal.
De opvolger Paranoid volgde nog in hetzelfde jaar, en verkocht nog beter. Het titelnummer betekende in 1970 de definitieve doorbraak. De klassieke formatie van Black Sabbath hield het 8 albums vol tot 1979, toen Ozzy Osbourne na de opnames voor Never Say Die uit de band werd gezet wegens overvloedig drank- en drugsgebruik. Hij startte een succesvolle solocarrière en bleef live Black Sabbath-nummers spelen.

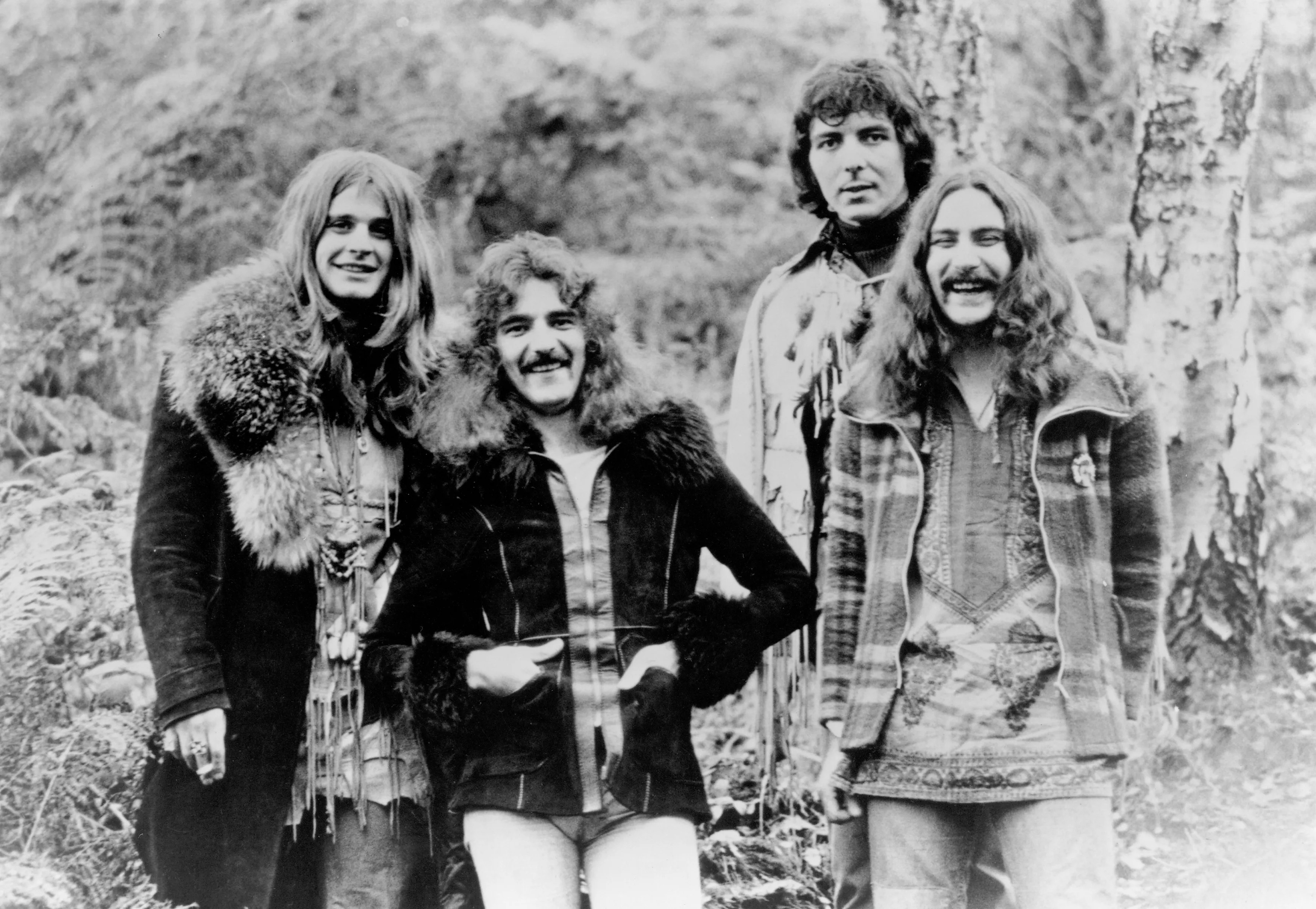
Black Sabbath in 1973

### Ronnie James Dio (1979-1982, 1992, 2007)
De band zat in een diepe crisis, maar zanger Ronnie James Dio, die net uit de band Rainbow was gestapt, deed met Heaven and Hell (1980) en Mob Rules (1981) het tij weer helemaal keren. Na het album Heaven and Hell verliet Bill Ward de groep en werd hij vervangen door Vinnie Appice. Nadat Dio ervan verdacht werd stiekem te sleutelen aan de mix van het livealbum Live Evil werd hij uit de groep gezet. Hij nam Appice mee om de succesvolle band Dio te vormen.

### Ian Gillan en Glenn Hughes
Met ex-Deep Purple-zanger Ian Gillan werd het album Born Again (1983) gemaakt. Bill Ward keerde terug als drummer maar ging niet mee op tournee; Bev Bevan van Electric Light Orchestra werd aangetrokken als invaldrummer. Na afloop van de tournee hielden zowel Ian Gillan als Geezer Butler het voor gezien. Gillan keerde terug bij Deep Purple en zei prettige herinneringen te bewaren aan zijn Black Sabbath-periode; Butler stichtte The Geezer Butler Band en voegde zich in 1988 bij Ozzy Osbourne voor diens wereldtournee No Rest For The Wicked.
Black Sabbath zat op het dieptepunt van zijn populariteit en werd overschaduwd door de solocarrières van Ozzy en Dio. Met Glenn Hughes als zanger nam Tony Iommi Seventh Star (1986) op. Het was bedoeld als soloproject, maar de platenmaatschappij wilde een Black Sabbath-album; als compromis werd het onder de naam "Black Sabbath featuring Tony Iommi" verkocht.

### Tony Martin (1987-1992, 1994-1995)
Met Tony Martin als zanger werd geleidelijk een stabiele band gevormd, met Geoff Nichols op keyboards, Cozy Powell op drums en Neil Murray op bas. The Eternal Idol (1987) (met drummer Eric Singer en zanger Tony Martin), Headless Cross (1989) en Tyr (1990) maakten Black Sabbath weer vrij succesvol.

### Reünies
In 1992 kwam de Dio-formatie van Black Sabbath terug bij elkaar en werd het album Dehumanizer uitgebracht. Een uitgebreide tournee volgde, maar vlak voor het einde hielden Dio en Vinnie Appice het weer voor gezien; Dio weigerde de tournee af te sluiten als voorprogramma van Ozzy Osbourne. Rob Halford van Judas Priest viel voor Dio in en tijdens de toegift van Osbournes concert kwam de klassieke bezetting van Black Sabbath weer bijeen.
Doordat Dio was vertrokken en Osbourne naar eigen zeggen met pensioen ging keerde Tony Martin terug; met hem werden de albums Cross Purposes (1994) en Forbidden (1995) opgenomen. Ook dit waren soloprojecten van Iommi die onder de naam Black Sabbath werden uitgebracht.
In 1997 kwamen Ozzy Osbourne, Tony Iommi, Geezer Butler en Bill Ward weer bijeen voor reünieconcerten. Behalve het album Reunion (1998) met muzikale hoogtepunten en één nieuw nummer werd geen studioalbum meer uitgebracht, maar de band bleef in deze samenstelling wel toeren, onder meer op het Ozzfest, waar de band optrad met Rob Halford (en waar diverse bootlegs van verschenen zijn). In juni 1998 stond Black Sabbath als headliner op Graspop Metal Meeting.
In 2007 werd de samenwerking met Dio en Appice hernieuwd. Naar aanleiding van het verzamelalbum The Dio Years, dat drie nieuwe nummers bevat, volgde een tournee onder de naam Heaven and Hell. Ook verscheen er in 2009 een nieuw album (The Devil You Know) waarvan in maart de single Bible Black werd vrijgegeven. Deze samenwerking kwam in 2010 tot een abrupt einde door de dood van Dio.
Op 16 augustus 2011 werd aangekondigd dat er een reünie zou komen in de originele bezetting. Dit gerucht werd snel ontkend door Tony Iommi, die zei dat er niet direct een reünie aan zat te komen, maar dat niets onmogelijk is. Op 11 november van dat jaar kondigde Ozzy Osbourne aan dat er wel degelijk een reünie komt met de originele bezetting. In juni kwamen ze als een van de drie headliners naar Download Festival. Ook liet de band weten dat er een nieuw album in de maak was, met Rick Rubin als producent.

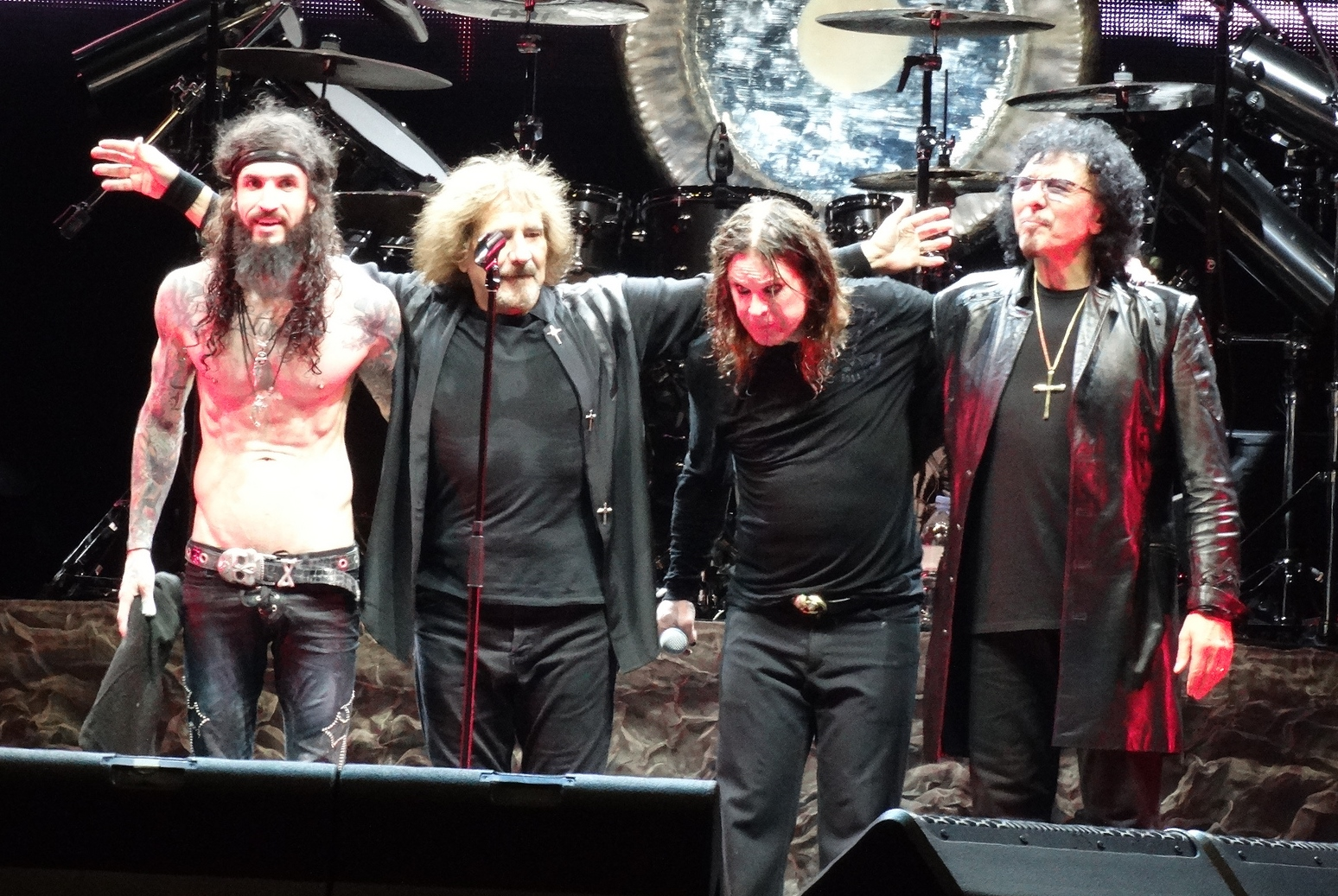
Black Sabbath in 2013

In januari 2012 kwam de reünie in het gedrang omdat bij gitarist Tony Iommi kanker was aangetroffen. Ook liet drummer, Bill Ward, weten dat hij niet wenste mee te doen aan de reünie. De reünie ging door (met Tommy Clufetos als drummer), maar werd teruggebracht tot drie concerten; een try-out in Birmingham, Download Festival en Lollapalooza als enige Amerikaanse datum. Het op 18 november 2011 aangekondigde optreden op Graspop Metal Meeting 2012 werd er een van Ozzy Osbourne & Friends. Begin 2013 werd bekend dat Brad Wilk, bekend als drummer van de band Rage Against the Machine, zou gaan spelen op het nieuwe album.
Het album 13 verscheen in juni 2013. Op 17 juni van dat jaar werd bekend dat het album in Groot-Brittannië op nummer 1 binnenkwam. Daarmee vestigden ze een record met een interval van bijna 43 jaar tussen twee topnoteringen. Op 19 juni kwam Black Sabbath met dit album voor het eerst in hun carrière op nummer 1 in de VS Billboard. Op 29 juni 2014 was Black Sabbath, na 16 jaar afwezigheid, headliner op Graspop Metal Meeting. Op 28 januari 2017 overleed Geoff Nicholls op 68-jarige leeftijd. De toetsenist leed aan longkanker.
Op 4 februari 2017 gaf de groep een slotconcert in Birmingham.
Op 5 juli 2025 kwam de originele groep nog één keer bij één tijdens Back to the Beginning in Birmingham. Het laatste concert voor Ozzy Osbourne en Black Sabbath. De band speelde tijdens deze show vier nummers: War Pigs, N.I.B, Iron Man en Paranoid. De opbrengst van dit concert ging naar drie goede doelen waar zo'n 140 miljoen Britse Pond voor is opgehaald. Ruim twee weken later, op 22 juli, overleed Osbourne op 76-jarige leeftijd.

## Discografie

### Albums
| Album                                                         | Verschijnen       | Label                       | Type     | Hitlijsten | Hitlijsten | Hitlijsten | Hitlijsten | Hitlijsten | Hitlijsten | Opmerkingen                                                            |
| Album                                                         | Verschijnen       | Label                       | Type     | BE (VL)    | BE (VL)    | NL         | NL         | VK         | VS         | Opmerkingen                                                            |
| Album                                                         | Verschijnen       | Label                       | Type     | Piek       | Weken      | Piek       | Weken      | Piek       | Piek       | Opmerkingen                                                            |
| ------------------------------------------------------------- | ----------------- | --------------------------- | -------- | ---------- | ---------- | ---------- | ---------- | ---------- | ---------- | ---------------------------------------------------------------------- |
| Black Sabbath                                                 | 13 februari 1970  | Vertigo, Warner Bros.       | Studio   |            |            | 6          | 5          | 8          | 23         |                                                                        |
| Paranoid                                                      | 18 september 1970 | Vertigo, Warner Bros.       | Studio   |            |            | 1 (4 wk)   | 11         | 1          | 12         |                                                                        |
| Master of Reality                                             | 21 juli 1971      | Vertigo, Warner Bros.       | Studio   |            |            | 10         | 1          | 5          | 8          |                                                                        |
| Vol. 4                                                        | 25 september 1972 | Vertigo, Warner Bros.       | Studio   |            |            |            |            | 8          | 12         |                                                                        |
| Sabbath Bloody Sabbath                                        | 1 december 1973   | WWA / Vertigo, Warner Bros. | Studio   |            |            |            |            | 4          | 11         |                                                                        |
| Sabotage                                                      | 28 juli 1975      | Vertigo, Warner Bros.       | Studio   |            |            |            |            | 7          | 28         |                                                                        |
| We Sold Our Soul for Rock 'n' Roll                            | 1 december 1975   | NEMS, Vertigo, Warner Bros. | Verzamel |            |            |            |            | 35         | 48         |                                                                        |
| Technical Ecstasy                                             | 25 september 1976 | Vertigo, Warner Bros.       | Studio   |            |            |            |            | 13         | 51         |                                                                        |
| Never Say Die!                                                | 28 september 1978 | Vertigo, Warner Bros.       | Studio   |            |            |            |            | 12         | 69         |                                                                        |
| Heaven and Hell                                               | 25 april 1980     | Vertigo, Warner Bros.       | Studio   |            |            |            |            | 9          | 28         | Eerste album zonder Ozzy Osbourne en eerste album met Ronnie James Dio |
| Live at Last                                                  | juli 1980         | NEMS                        | Live     |            |            |            |            |            |            | Onofficieel                                                            |
| Mob Rules                                                     | 4 november 1981   | Vertigo, Warner Bros.       | Studio   |            |            | 47         | 1          | 12         | 29         |                                                                        |
| Live Evil                                                     | december 1982     | Vertigo, Warner Bros.       | Live     |            |            | 34         | 4          | 13         | 37         |                                                                        |
| Born Again                                                    | 7 augustus 1983   | Vertigo, Warner Bros.       | Studio   |            |            |            |            | 4          | 39         |                                                                        |
| The Sabbath Collection                                        | 1985              | Castle                      | Verzamel |            |            |            |            |            |            | Onofficieel                                                            |
| Seventh Star                                                  | 28 januari 1986   | Vertigo, Warner Bros.       | Studio   |            |            |            |            | 27         | 78         |                                                                        |
| The Eternal Idol                                              | 23 november 1987  | Vertigo, Warner Bros.       | Studio   |            |            |            |            | 66         | 168        |                                                                        |
| Headless Cross                                                | 24 april 1989     | I.R.S.                      | Studio   |            |            | 71         | 6          | 31         | 115        |                                                                        |
| Tyr                                                           | 20 augustus 1990  | I.R.S.                      | Studio   |            |            | 77         | 5          | 24         |            |                                                                        |
| Dehumanizer                                                   | 22 juni 1992      | I.R.S., Reprise             | Studio   |            |            | 63         | 5          | 28         | 44         |                                                                        |
| The Collection                                                | 1 juli 1992       | Castle                      | Verzamel |            |            |            |            |            |            |                                                                        |
| Cross Purposes                                                | 31 januari 1994   | I.R.S.                      | Studio   |            |            | 85         | 3          | 41         | 122        |                                                                        |
| The Ozzy Osbourne Years                                       | 17 oktober 1994   | Castle                      | Verzamel |            |            |            |            |            |            | Onofficieel                                                            |
| Cross Purposes Live                                           | 4 april 1995      | I.R.S.                      | Live     |            |            |            |            |            |            |                                                                        |
| The Sabbath Stones                                            | 29 april 1995     | I.R.S.                      | Verzamel |            |            |            |            |            |            |                                                                        |
| Forbidden                                                     | 20 juni 1995      | I.R.S.                      | Studio   |            |            | 86         | 3          | 71         |            |                                                                        |
| Reunion                                                       | 20 oktober 1998   | Epic                        | Live     |            |            |            |            | 41         | 11         |                                                                        |
| The Best of Black Sabbath                                     | 2000              | Vertigo, Warner Bros.       | Verzamel |            |            |            |            |            |            |                                                                        |
| Past Lives                                                    | 20 augustus 2002  | Sanctuary                   | Live     |            |            |            |            |            | 114        |                                                                        |
| Symptom of the Universe: The Original Black Sabbath 1970–1978 | 22 oktober 2002   | Rhino, Warner Bros.         | Verzamel |            |            |            |            |            |            |                                                                        |
| Black Box: The Complete Original Black Sabbath (1970–1978)    | 27 april 2004     | Rhino, Warner Bros.         | Verzamel |            |            |            |            |            |            |                                                                        |
| Greatest Hits 1970–1978                                       | 14 maart 2006     | Rhino, Warner Bros.         | Verzamel |            |            |            |            |            | 96         |                                                                        |
| Black Sabbath: The Dio Years                                  | 3 april 2007      | Rhino, Warner Bros.         | Verzamel |            |            |            |            | 151        | 54         |                                                                        |
| Live at Hammersmith Odeon                                     | 1 mei 2007        | Rhino                       | Live     |            |            |            |            |            |            |                                                                        |
| The Rules of Hell                                             | 22 juli 2008      | Rhino                       | Verzamel |            |            |            |            |            |            |                                                                        |
| Greatest Hits                                                 | 9 juni 2009       | Universal Music Group/UMC   | Verzamel |            |            |            |            | 19         |            |                                                                        |
| Iron Man: The Best of Black Sabbath                           | 4 juni 2012       | Universal                   | Verzamel | 147        | 5          |            |            |            |            |                                                                        |
| 13                                                            | 10 juni 2013      | Vertigo, Universal          | Studio   | 4          | 39         | 10         | 12         | 1          | 1          | Met Ozzy Osbourne                                                      |
| Live... Gathered in Their Masses                              | 26 november 2013  | Vertigo                     | Live     |            |            |            |            |            |            |                                                                        |
| The End                                                       | 20 januari 2016   | BS Productions Limited      | Ep       |            |            | 79         | 1          |            |            |                                                                        |
| The Ultimate Collection                                       | 2016              |                             | Verzamel |            |            |            |            | 20         |            |                                                                        |

### Singles
| Single                         | Verschijnen       | Album                        | Hitlijsten | Hitlijsten | Hitlijsten | Hitlijsten | Hitlijsten | Hitlijsten |
| Single                         | Verschijnen       | Album                        | BE (VL)    | BE (VL)    | NL         | NL         | VK         | VS         |
| Single                         | Verschijnen       | Album                        | Piek       | Weken      | Piek       | Weken      | Piek       | Piek       |
| ------------------------------ | ----------------- | ---------------------------- | ---------- | ---------- | ---------- | ---------- | ---------- | ---------- |
| Evil Woman                     | 9 januari 1970    | Black Sabbath                | -          | -          | -          | -          | -          | -          |
| The Wizard                     | 13 februari 1970  | Black Sabbath                | -          | -          | -          | -          | -          | -          |
| Paranoid                       | augustus 1970     | Paranoid                     | 2          | 13         | 2          | 14         | 4          | 61         |
| Iron Man                       | oktober 1971      | Paranoid                     | -          | -          | -          | -          | -          | 52         |
| After Forever                  | 1971              | Master of Reality            | -          | -          | -          | -          | -          | -          |
| Children of the Grave          | 21 juli 1971      | Master of Reality            | -          | -          | -          | -          | -          | -          |
| Tomorrow's Dream               | september 1972    | Vol. 4                       | -          | -          | -          | -          | -          | -          |
| Sabbath Bloody Sabbath         | 1 december 1973   | Sabbath Bloody Sabbath       | -          | -          | -          | -          | -          | -          |
| Am I Going Insane (Radio)      | 28 juli 1975      | Sabotage                     | -          | -          | -          | -          | -          | -          |
| Never Say Die                  | 28 september 1978 | Never Say Die!               | -          | -          | -          | -          | 21         | -          |
| Hard Road                      | oktober 1978      | Never Say Die!               | -          | -          | -          | -          | 33         | -          |
| Neon Knights                   | juli 1980         | Heaven and Hell              | -          | -          | -          | -          | 22         | -          |
| Die Young                      | december 1980     | Heaven and Hell              | -          | -          | -          | -          | 41         | -          |
| The Mob Rules                  | 1981              | Mob Rules                    | -          | -          | -          | -          | 46         | -          |
| Turn Up the Night              | 1982              | Mob Rules                    | -          | -          | -          | -          | 37         | 24         |
| Trashed                        | 7 augustus 1983   | Born Again                   | -          | -          | -          | -          | -          | -          |
| No Stranger to Love            | 1986              | Seventh Star                 | -          | -          | -          | -          | -          | -          |
| The Shining                    | 1987              | The Eternal Idol             | -          | -          | -          | -          | -          | -          |
| Headless Cross                 | 1989              | Headless Cross               | -          | -          | -          | -          | 62         | -          |
| Devil and Daughter             | 1990              | Headless Cross               | -          | -          | -          | -          | 81         | -          |
| Feels Good to Me               | 1990              | Tyr                          | -          | -          | -          | -          | 79         | -          |
| TV Crimes                      | juli 1992         | Dehumanizer                  | -          | -          | -          | -          | 33         | -          |
| The Hand That Rocks the Cradle | 1994              | Cross Purposes               | -          | -          | -          | -          | -          | -          |
| Psycho Man                     | 20 oktober 1998   | Reunion                      | -          | -          | -          | -          | -          | -          |
| Selling My Soul                | 1999              | Reunion                      | -          | -          | -          | -          | -          | -          |
| The Devil Cried                | 13 maart 2007     | Black Sabbath: The Dio Years | -          | -          | -          | -          | -          | -          |
| God Is Dead?                   | 19 april 2013     | 13                           | -          | -          | -          | -          | 145        | -          |
| End of the Beginning           | 15 mei 2013       | 13                           | -          | -          | -          | -          | -          | -          |
| Loner                          | 17 oktober 2013   | 13                           | -          | -          | -          | -          | -          | -          |

### Video's
| Album                                                | Verschijnen      | Label         | Type                                 | Hitlijsten | Hitlijsten | Hitlijsten | Hitlijsten | Hitlijsten | Hitlijsten | Hitlijsten  |
| Album                                                | Verschijnen      | Label         | Type                                 | BE (VL)    | BE (VL)    | NL         | NL         | VK         | VS         |             |
| Album                                                | Verschijnen      | Label         | Type                                 | Piek       | Weken      | Piek       | Weken      | Piek       | Weken      | Opmerkingen |
| ---------------------------------------------------- | ---------------- | ------------- | ------------------------------------ | ---------- | ---------- | ---------- | ---------- | ---------- | ---------- | ----------- |
| Never Say Die                                        | 1978             | VCL           | VHS, betamax, laserdisc              |            |            |            |            |            |            |             |
| Black and Blue (met Blue Öyster Cult)                | 1981             | PolyGram      | Concertfilm, VHS, betamax, laserdisc |            |            |            |            |            |            |             |
| The Black Sabbath Story Volume I • 1970 – 1978       | 1991             | PolyGram      | VHS, laserdisc                       |            |            |            |            |            |            |             |
| The Black Sabbath Story Volume II • 1978 – 1992      | 1992             | PolyGram      | VHS, laserdisc                       |            |            |            |            |            |            |             |
| Cross Purposes Live                                  | 4 april 1995     | I.R.S.        | VHS                                  |            |            |            |            |            |            |             |
| The Last Supper                                      | 1999             | Sony          | VHS, dvd                             |            |            |            |            |            |            |             |
| Inside Black Sabbath – A Masterclass With Tony Iommi | 2002             | Magna Pacific | Dvd                                  |            |            |            |            |            |            |             |
| Live... Gathered in Their Masses                     | 26 november 2013 | Vertigo       | Dvd, blu-ray                         |            |            | 14         | 12         |            |            |             |
| The End: Live in Birmingham                          | 17 november 2017 | Eagle Vision  | Dvd                                  |            |            | 7          | 16         |            |            |             |

### NPO Radio 2 Top 2000
| Nummer met noteringen in de NPO Radio 2 Top 2000 | '99 | '00 | '01 | '02 | '03 | '04 | '05 | '06 | '07 | '08 | '09 | '10 | '11 | '12 | '13 | '14 | '15 | '16 | '17 | '18 | '19 | '20 | '21 | '22 | '23 | '24 |
| ------------------------------------------------ | --- | --- | --- | --- | --- | --- | --- | --- | --- | --- | --- | --- | --- | --- | --- | --- | --- | --- | --- | --- | --- | --- | --- | --- | --- | --- |
| Paranoid                                         | 68  | -   | 79  | 52  | 42  | 58  | 96  | 124 | 105 | 80  | 112 | 114 | 103 | 88  | 71  | 104 | 123 | 113 | 111 | 133 | 135 | 123 | 132 | 124 | 127 | 122 |

1. ↑  Een '-' betekent dat het nummer niet was genoteerd en een vetgedrukt getal geeft de hoogste notering aan.

### Nummers in deTijdloze 100vanStudio Brussel
| De Tijdloze | '87 | '88 | '90 | '91 | '92 | '93 | '94 | '95 | '96 | '97 | '98 | '99 | '00 | '01 | '02 | '03 | '04 | '05 | '06 | '07 | '08 | '09 | '10 | '11 | '12 | '13 | '14 | '15 | '16 | '17 | '18 | '19 | '20 |
| ----------- | --- | --- | --- | --- | --- | --- | --- | --- | --- | --- | --- | --- | --- | --- | --- | --- | --- | --- | --- | --- | --- | --- | --- | --- | --- | --- | --- | --- | --- | --- | --- | --- | --- |
| Paranoid    | 89  | -   | -   | 81  | 54  | 60  | 45  | 45  | 51  | 55  | 60  | 42  | 39  | 50  | 45  | 53  | 37  | 42  | 58  | 72  | 61  | 74  | 56  | 64  | 68  | 72  | 74  | 54  | 75  | 86  | -   | -   | -   |

### De Zwaarste Lijst
| Nummer   | '09* | '10* | '11* | '12* | '13 | '14 | '15 | '16 | '17 | '18 | '19 | '20 | '21 | '22 | '23 | '24 | '25 |
| -------- | ---- | ---- | ---- | ---- | --- | --- | --- | --- | --- | --- | --- | --- | --- | --- | --- | --- | --- |
| Iron Man | -    | 34   | 66   | 61   | 49  | 55  | 41  | -   | -   | -   | -   | -   | -   | -   | -   | -   | -   |
| Paranoid | 13   | 9    | 12   | 41   | 25  | 17  | 12  | 23  | 20  | 20  | 34  | 21  | 34  | 31  | 36  | 25  | 48  |
| War Pigs | 68   | 58   | 56   | 66   | 65  | 32  | 30  | 31  | 37  | 31  | 46  | 41  | 46  | 42  | 45  | 36  | 35  |

- Tot 2012 had de Zwaarste Lijst 70 plaatsen. Dit werd vanaf 2013 verminderd tot 66.